# Giacinto-Boulos Marcuzzo
Giacinto-Boulos Marcuzzo (ur. 24 kwietnia 1945 w San Polo di Piave) – włoski duchowny rzymskokatolicki, doktor nauk teologicznych, biskup pomocniczy łacińskiego patriarchatu Jerozolimy i wikariusz generalny dla Izraela rezydujący w Nazarecie w latach 1993–2020, od 2020 biskup pomocniczy senior łacińskiego patriarchatu Jerozolimy.

## Życiorys
Bp Marcuzzo studiował filozofię i teologię w Wyższym Seminarium Patriarchalnym w Bajt Dżala. Został wyświęcony na kapłana 22 czerwca 1969 w bazylice w Getsemani. Potem pracował jako duszpasterz w Bajt Dżala na Zachodnim Brzegu, w Ramallah oraz w Malakal w południowym Sudanie, także jako dyrektor niższego seminarium. Następnie był nauczycielem w Niższym Seminarium Duchownym Patriarchatu Łacińskiego w Bajt Dżala.
W latach 1977–1980 studiował teologię dogmatyczną na Papieskim Uniwersytecie Laterańskim oraz teologię duchowości na Teresianum w Rzymie. Po obronieniu doktoratu został wykładowcą w Wyższym Seminarium Duchownym w Bajt Dżala. Przez pewien czas był jego rektorem. Wykładał też patrologię i arabską literaturę chrześcijańską na uniwersytecie w Betlejem.
W 1993 mianowany biskupem pomocniczym łacińskiego patriarchy Jerozolimy jako biskup tytularny Simininy. Sakrę biskupią przyjął z rąk patriarchy jerozolimskiego Michela Sabbaha 3 lipca 1993 w bazylice Bożego Grobu. Od 29 października 1994 biskup tytularny Emaus-Nikopolis. Jako biskup pomocniczy Jerozolimy był rezydującym w Nazarecie wikariuszem patriarchalnym dla Izraela. 29 sierpnia 2020 papież Franciszek przyjął jego rezygnację z obowiązków biskupa pomocniczego łacińskiego patriarchatu Jerozolimy.
Bp Marcuzzo włada biegle arabskim, francuskim, angielskim, niemieckim i hebrajskim.